# بالاژ کیش (کشتی‌گیر)
بالاژ کیش (مجاری: Kiss Balázs، زاده ۲۷ ژانویهٔ ۱۹۸۳) کشتی‌گیر اهل مجارستان است. از افتخارات وی می‌توان به کسب مدال طلا و دو برنز کشتی فرنگی در مسابقات قهرمانی کشتی جهان ۲۰۰۹ و مسابقات قهرمانی کشتی جهان ۲۰۱۳ و مسابقات قهرمانی کشتی جهان ۲۰۱۷ اشاره کرد.

## المپیک ۲۰۱۶ ریو
کیش در سال ۲۰۱۶ میلادی در المپیک ریو در وزن ۹۸ کیلو حاضر بود که در دور اول دیمیتری تیمچنکو از اکراین را شکست داد اما در دور بعد از فردریک شوئن کشتی‌گیر سوئدی شکست خورد و از دور رقابت‌ها کنار رفت.

## مسابقات قهرمانی کشتی جهان ۲۰۱۷
کیش در وزن ۹۸ کیلو مسابقات قهرمانی کشتی جهان ۲۰۱۷ پاریس حاضر بود که در مسابقه اول به موسی اولویف از روسیه باخت و با توجه به حضور این کشتی‌گیر در فینال، به دیدار شانس مجدد رفت. او در مراحل شانس مجدد اوزور ژوژوپبیکوف از قرقیزستان، چوسری آتافی از مراکش و ملونین نومونوی از فرانسه را شکست داد و به دیدار رده‌بندی رسید. وی در این دیدار دیمیتری تیمچنکو کشتی‌گیر اوکراینی را شکست داد و مدال برنز وزن ۹۸ کیلوگرم را به‌دست‌آورد.